# فهرست رودهای سرزمین میانه
سرزمین میانی در داستان‌های نوشتهٔ جی. آر. آر. تالکین، رودهای بسیاری دارد که در زیر برخی از آنها توضیح داده شده‌اند:

## آ

### آدورن
رودی که از روهان می‌گذرد و سرچشمهٔ آن در کوه‌های سپید است. این رود به همراه رود آیزن، مرز غربی قلمرو روهان را تشکیل می‌دهد. آدورن در نزدیکی ۲۴۰ کیلومتری رخنهٔ روهان با آیزن یکی می‌شود.
مثلث تشکیل شده میان آدورن، آیزن و کوه‌های سپید ابتدا مال روهان بود اما بعدها مورد مناقشه با دانلندینگز قرار گرفت.

### آیزن
آیزن یا آنگرن از جنوب کوه‌های مه‌آلود سرچشمه می‌گیرد ابتدا به سمت جنوب به سوی دژهای آیزنگارد و درهٔ جادوگر جریان دارد و بعد به سمت رخنهٔ روهان (شکاف روهان) می‌رود. طول این رود ۴۳۰ مایل نومنوری است و هشتمین رود بلند سرزمین میانی است.
آیزن به معنی آهن است این واژه از زبان آلمانی (eisen) و انگلیسی باستان (isærn به معنی آهن) گرفته شده‌است.
هنگامی که انت‌ها به آیزنگارد یورش بردند، سد ساخته شده بر روی این رود را شکستند.

## س

### سیریون
سیریون، رودی بزرگ در سرزمین میانی در دوره نخست است. این رود، رود اصلی بلریاند است که طولی نزدیک به ۶۲۸ کیلومتر داشته.

## م

### مورگولدوئین
به معنی «رود جادوگری» نام رودی در گاندور است که سرچشمهٔ آن در سیریث آنگول قرار دارد از میناس مورگول می‌گذرد و به سوی آندوئین جاری است. این رود در امتداد راه قدیم نومنور از میناس مورگول به اسگیلیاث است. راه هاراد با یک پل از روی آن رد می‌شود.